# Proisotoma nova
Proisotoma nova is een springstaartensoort uit de familie van de Isotomidae. De wetenschappelijke naam van de soort is voor het eerst geldig gepubliceerd in 1969 door Palissa.